# Marc Horaci Pulvil (cònsol)
Marc Horaci Pulvil (llatí: Marcus Horatius M. f. Pulvillus) va ser un magistrat romà i cònsol de la República Romana. Durant el seu consolat va haver de fer front a l'atac dels monàrquics i dels etruscs
Les fonts per al seu estudi són principalment: Dionís d'Halicarnàs, Titus Livi i Tàcit, però no coincideixen en tots els detalls del seu govern.
Segons Dionís d'Halicarnàs, era l'oncle de l'heroic Publi Horaci Cocles,qui va salvar Roma en la defensa del pont Sublici l'any 507 aC.

## Primer consolat
Els dos primers cònsols de la República Romana, Luci Juni Brutus havia mort en combat i Luci Tarquini Col·latí havia marxat a l'exili. Publi Valeri Publícola substitueix aquest darrer i organitza unes eleccions per continuar amb la idea republicana de tenir dos governants. Espuri Lucreci Triciptí va ser l'escollit però va morir poc després i llavors va ocupar el seu lloc Marc Horaci com a consul suffectus.
L'any 509 aC, segons diu Titus Livi, les obres del temple de Júpiter Capitolí encara no s'havia inaugurat. Es va decidir a sorts qui tindria aquest honor i va ser Marc Horaci, mentre que al seu company Publi Valeri li va tocar comandar les tropes per a fer front a l'atac dels veïs. Segons Plutarc, a banda del que havia decidit la sort, hi havia molts senadors que desitjaven que fos Publi Valeri el qui hagués tingut l'honor de la inauguració, car era un home molt estimat. Els dos historiadors coincideixen en dir que la família de Publi Valeri, sobretot el seu germà, Marc Valeri Volús (futur cònsol), van provar per tots els mitjans retardar aquesta inauguració fins a la tornada de Publi Valeri, fent creure que el fill de Marc Horaci havia mort, però el cònsol no va trobar que fos motiu suficient per ajornar la inauguració.

## Segon consolat
En les eleccions de l'any 507, Marc Horaci i Publi Valeri tornen a ser escollits per governar la república.Tarquini el Superb, darrer rei dels romans, s'havia refugiat entre els etruscs i, juntament amb el rei de Clúsium, Lars Porsenna, conspirava per recuperar el tron. Així, va enviar un emissari per veure si els romans volien tornar al règim monàrquic i davant la negativa va atacar la ciutat.
Publi Valeri va instal·lar un campament amb 700 homes per controlar el rei etrusc, però Porsenna va avançar amb tant d'ímpetu que els homes del campament van fugir. Aleshores Marc Horaci va haver de fer front als enemics a les portes de la ciutat de Roma, a la vora del riu.Espuri Larci Flau i Tit Hermini Aquilí comandaven l'ala dreta de l'exèrcit romà fent front a l'atac de Sextus i Titus Tarquini que comandaven l'exèrcit dels exiliats romans i els gabii. A l'ala esquerra estava Marc Valeri Volús, germà de Publi Valeri. També en aquesta banda esquerra comandava Tit Lucreci Triciptí que feia front a Octavi Mamili, líder dels guerrers provinents de Tusculum. Aquest Octavi era gendre de Tarquini el Superb, que comandava els guerrers Llatins. Al centre d'aquest nombrós agrupament d'exèrcits estava Lars Porsenna.
L'exèrcit romà, més experimentat, va saber fer recular els enemics, més nombrosos, llevat de la zona del pont Sublici on estaven guanyant terreny.Allà lluiten Horaci Cocles, ajudat en un principi per Tit Hermini Aquilí i Tit Hermini Aquilí contra Lars Porsenna, mentre els invasors s'apoderen de la ciutat.

Primera batalla entre Porsenna i els romans, amb la presa del campament nocturn al turó del Gianicolo, Tot seguit la l'enfrontament amb Horaci Cocles i la destrucció del pont Sublici.

Publi Valeri es concentra llavors en frenar aquests pillatges. L'ajuden: Tit Lucreci Triciptí, Tit Hermini Aquilí i Espuri Larci Flau i finalment ho aconsegueixen.
Porsenna decideix tornar a Clúsium i abandonar el setge temporalment, en part impressionat per l'heroi Gai Muci Escèvola i l'heroïna Clelia.
Els romans ofereixen negociar la pau i, com a senyal de bona fe, lliuren els fills de les famílies patrícies a Porsenna, entre ells van el fill de Marc Horaci i la filla de Publi Valeri.
Porsenna, decebut de l'actitud de Tarquini, qui va provar de matar els emissaris, accepta la pau i es retira.
Dionís d'Halicarnàs, en contradicció amb Titus Livi i Cassi Dió, diu que va ser després d'aquest tractat de pau que va ser inaugurat el temple de Júpiter i que va ser una cerimònia presidida pels dos cònsols: Marc Horaci i Publi Valeri.